# Shūhei Fujisawa
Pour les articles homonymes, voir Fujisawa (homonymie).
Shūhei Fujisawa (藤沢 周平, Fujisawa Shūhei, 26 décembre 1927 - 26 décembre 1997) est un écrivain japonais. Son véritable nom est Tomeji Kosuge (小菅留治). Il est l'auteur de plus de cinquante titres dont deux romans et des anthologies de nouvelles. Il est spécialisé dans la fiction historique et plus particulièrement de l'époque d'Edo. Avant d'être écrivain il était journaliste.

## Titres principaux
Ses éditions de poche ont été imprimées à plus de 23 millions d'exemplaires. 
Plusieurs de ses titres ont été adaptés au cinéma et à la télévision. Cinq récents longs métrages sont basés sur ses livres, dont trois réalisés par Yōji Yamada :
- Le Samouraï du crépuscule (2002) ;
- La Servante et le Samouraï (2004) ;
- Love and Honor (2006).

Par ailleurs, Hana no Ato (2010) a été adapté au cinéma par Kenji Nakanishi.

### Romans historiques
Le Sabre de bambou et autres contes de samouraï, recueil de huit nouvelles, est une œuvre de fiction historique. Les histoires se passent au cours de l'époque d'Edo du Japon (1603-1867) et dépeignent la vie des gens de toutes conditions, mais sont principalement consacrées aux personnages de samouraïs. La période d'Edo est une période de plus de 250 ans d'une paix durable dans l'histoire japonaise. Cette période historique est pleine de bouleversements politiques et d'intrigues, de rivalités et de trahisons. Pendant cette période, les samouraïs luttent pour conserver leur sentiment de fierté et un sens à la vie alors qu'ils tentent de s'installer dans des emplois banals et une vie de famille. Cette lutte se retrouve dans Le sabre de bambou et autres contes de samouraï et d'autres œuvres de Fujisawa.
Dans ses histoires, Fujisawa se concentre sur l'humanité de ses personnages. À travers ses récits, le lecteur arrive à comprendre l'histoire et la culture japonaise de façon plus réelle.

## Prix
En 1973, Fujisawa est lauréat du prix Naoki pour Ansatsu No Nenrin, ce qui fait de lui un nom reconnu dans le monde du roman historique. Il remporte six autres prestigieux prix littéraires, dont le prix Asahi en 1994.
Le Samouraï du crépuscule (2002), en partie basé sur Le Sabre de bambou, remporte l'édition 2003 du prix de l'Académie japonaise. Il est également nommé pour l'Oscar du meilleur film en langue étrangère.
Bibliographie
Feuilletons
Yōjinbō Jitsugetsushō 用心棒日月抄　(Morceaux de vie d'un homme de main), Nochi Bunko　のち文庫, 1978-1991.
Horishi Inosuke Torimono Oboe 彫師伊之助捕物覚え　(Souvenirs du sculpteur prisonnier Inosuke), Nochi Bunko のち文庫, 1979-1985.
Gokui Tachibana Noboru Tebikae 獄医立花登り手控え (Carnet d'un médecin de prison, Dr. Tachibana Noboru), Nochi Bunko のち文庫 & Bunshun Bunko 文春文庫,  1980-1983.
Kakushi ken 隠し剣 (Le Samouraï du crépuscule), Nochi Bunko　のち文庫, 1981.
Romans et nouvelles
- Ansatsu no nenrin 暗殺の年輪 (L'expérience d'un meurtrier), Bungei Shunjû 文藝春秋, 1973.
- Matazô no hi 又蔵の火 (Le Feu de Matazô), Bungei Shunjû 文藝春秋, 1974.
- Yami no Hashigo 闇の梯子 (L'échelle vers l'Enfer), Bungei Shunjû 文藝春秋, 1974.
- Kanshabokuga o wataru 檻車墨河を渡る (La traversée du fleuve Kanshaboku), Bungei Shunjû 文藝春秋, 1975.
  - Nouveau titre: Kumo hashiru shôsetsu : Kumoi Tatsuo 「雲奔る 小説・雲井龍雄」(Le roman couvert de nuages: Kumoi Tatsuo), Bungei Shunjû 文春文庫.
- Takemitsu Shimatsu 竹光始末, Rippû Shobô 立風書房, 1976.
- Shigure no ato 時雨のあと (Après l'averse), Rippû Shobô 立風書房, 1976.
- Gimin ga kakeru 義民が駆ける (Ce que cherche un bon samaritain), Chûô Kôron 中央公論社, 1976.
- Enzai 冤罪 (Fausse accusation), Aoki 青樹社, 1976.
- Akatsuki no Hikari 暁のひかり (La lueur du coucher de soleil), 光風社書店, 1976.
- 逆軍の旗 青樹社 1976 のち文春文庫
- 喜多川歌麿女絵草紙 青樹社 1977 のち文春文庫
- 闇の穴 立風書房 1977 のち新潮文庫
- 闇の歯車 講談社 1977 のち文庫、中公文庫
- 長門守の陰謀 立風書房 1978 のち文春文庫
- 春秋山伏記 家の光協会 1978 のち新潮文庫、角川文庫
- 一茶 文藝春秋 1978 のち文庫
- 神隠し 青樹社 1979 のち新潮文庫
- 雪明かり 講談社文庫 1979
- 回天の門 文藝春秋 1979 のち文庫
- 驟り雨 青樹社 1980 のち新潮文庫
- 橋ものがたり 実業之日本社 1980 のち新潮文庫
- 出合茶屋 神谷玄次郎捕物控 双葉社 1980
  - 改題 「霧の果て」文春文庫 1985
- 闇の傀儡師 文藝春秋 1980 のち文庫
- 夜の橋 中央公論社 1981 のち文庫、文春文庫

- 時雨みち 青樹社 1981 のち新潮文庫
- 霜の朝 青樹社 1981 のち新潮文庫
- 密謀 毎日新聞社 1982 のち新潮文庫
- よろずや平四郎活人剣 文藝春秋 1983 のち文庫
- 龍を見た男 青樹社 1983 のち新潮文庫
- 海鳴り 文藝春秋 1984 のち文庫
- 白き瓶－小説・長塚節 文藝春秋 1985 のち文庫
- 花のあと 青樹社 1985 のち文春文庫
- 風の果て 朝日新聞社 1985 のち文春文庫
- 決闘の辻 藤沢版新剣客伝 講談社 1985 のち文庫
- 潮田伝五郎置文 東京文芸社 1985 新版1989　のち光風社出版
- 本所しぐれ町物語 新潮社 1987 のち文庫
- 蝉しぐれ 文藝春秋 1988 のち文庫
- たそがれ清兵衛 新潮社 1988 のち文庫
- 市塵 講談社〈日本歴史文学館〉 1988 新版1989 のち文庫
- 麦屋町昼下がり 文藝春秋 1989 のち文庫
- 三屋清左衛門残日録 文藝春秋 1989 のち文庫
- 玄鳥 文藝春秋 1991 のち文庫
- 天保悪党伝 角川書店 1992 のち文庫、新潮文庫
- 秘太刀馬の骨 文藝春秋 1992 のち文庫
- 夜消える 文春文庫 1994、文藝春秋 1995
- 日暮れ竹河岸 文藝春秋 1996 のち文庫
- 漆の実のみのる国 文藝春秋 1997 のち文庫
- 早春 その他 文藝春秋 1998 のち文庫
- 静かな木 新潮社 1998 のち文庫
- 未刊行初期短篇 文藝春秋 2006 のち文庫

### Sources
- http://www.shochikufilms.com/film/detail.php?product_code=269

## Source de la traduction
- (en) Cet article est partiellement ou en totalité issu de l’article de Wikipédia en anglais intitulé « Shuhei Fujisawa » (voir la liste des auteurs).